# 포천중학교 축구단
포천중학교 축구부는 경기도 포천시에 위치한 포천중학교의 축구부이다. 경희중학교가 운영하는 축구부로 1999년에 창단하였다.

## 같이 보기
- 포천중학교